# محمد حمود (بازیکن فوتبال، زاده ۱۹۸۰)
محمد حمود (عربی: محمد حسن حمود؛ زادهٔ ۲۰ آوریل ۱۹۸۰) بازیکن فوتبال اهل لبنان بود.
وی همچنین در تیم ملی فوتبال لبنان بازی کرده‌است.